# Синецький
Синецький — селище в Україні, у Сєвєродонецькій міській громаді Сєвєродонецького району Луганської області. Населення становить 243 особи.
На мапі другої половини 19 сторіччя означений перевіз у Рубіжне через Сіверський Дінець Синецький Брід.